# 中村武羅夫
中村 武羅夫（なかむら むらお、1886年（明治19年）10月4日 - 1949年（昭和24年）5月13日）は、日本の編集者、小説家、評論家。

## 来歴
北海道岩見沢村生まれ。家は鳥取県からの開拓移民で旧士族の家系。岩見沢村立東小学校卒。岩見沢尋常高等小学校卒業後、進学を望むも家のりんご園経営が没落したため断念。小学校の代用教員を経て、博文館の「文章世界」で小説が次点佳作となったのをきっかけに1907年に上京。大町桂月、徳田秋声と親しくなり彼らの紹介で、小栗風葉門下に入る。
後に真山青果の紹介で『新潮』記者となり、明治末から大正期にかけて同誌の中心的編集者として活躍した。『中央公論』の滝田樗陰と並んで大正期の名編集者と称された。1925年、プロレタリア文学の勃興と『文藝春秋』への抵抗として『不同調』を新潮社から刊行し、岡田三郎・尾崎士郎・今東光・間宮茂輔らを糾合、しかし1929年に休刊し、代わって『近代生活』を創刊、新興芸術派の拠点とした。また1928年6月、『新潮』に掲載された評論「誰だ? 花園を荒らす者は!」は、マルクス主義文芸派を真正面から批判し「芸術派」の結集をはかったものとして名高い。
1929年に、神奈川県藤沢市鵠沼から辻堂に移住。
1938年（昭和13年）、作家らがペン部隊として大陸へ従軍。中村も海軍に従軍願いを出した結果、同年10月までに大衆作家や映画監督らとともに従軍が認められた。
1941年（昭和16年）8月に日本精神道場で行なわれた大政翼賛会主催の第一回特別修練会に、瀧井孝作、横光利一らと共に参加。昭和10年代後半には日本文学報国会設立の中心となった。敗戦後は戦争協力者として立場を失い、新潮社を辞してほどない1949年5月13日、辻堂の自宅で原稿執筆中に脳溢血を起こして死去した。戒名は高勝院秀文武羅夫大居士。
小説家としては、大正末期から、都会風俗を題材とした婦女子向け通俗小説を数多く執筆し、加藤武雄、三上於菟吉とともに、流行作家の三羽烏と呼ばれ、『長編三人全集』を出した。しかし評価は低く、後世にはもっぱら評論家・編集者として知られる。
存命中から、名前を音読みしてブラフとかけた「ぶらふ」とあだ名されていた。
死後伊藤整、川端康成らの建立運動によって、神奈川県藤沢市辻堂の勘久公園（自宅跡地）と岩見沢市に文学碑が建てられた。

## 著書
- 現代文士廿八人 日高有倫堂, 1909 / 講談社文芸文庫, 2018
- 人生 第1部 新潮社, 1921
- 渦潮 新潮社, 1923
- 天罰 毎夕社, 1925
- 文壇随筆 新潮社, 1925
- 群盲 新潮社, 1925
- 夜の潮 大日本雄弁会, 1925
- 処女 大日本雄弁会, 1926
- 瑠璃鳥 新潮社, 1926
- 女人群像 大日本雄弁会, 1924-25
- 女王 大日本雄弁会講談社, 1927
- 緑の春 新潮社, 1927
- 蒼白き薔薇 新潮社, 1929
- 誰だ? 花園を荒す者は! 新潮社, 1930
- 長篇三人全集 全10冊 新潮社, 1930-32
地霊、青春狂想曲・恋愛行進曲、青春、美貌・地獄の花嫁、
王冠、夏子の巻・吉弥の巻、静かなる曙・三光鳥
新結婚哲学・白鳩、霧の海・仮面の女、砂の塔
- 嘆きの都 評判小説 大日本雄弁会講談社, 1931
- 中村武羅夫読物選集 新潮社, 1931
- 愛憎の彼方へ 春陽堂, 1932
- 心の太陽 新潮社, 1934
- 薔薇色の道 新潮社, 1935 / 東方社, 1955
- 柵橋絢子刀自 伝記 婦女界社, 1938
- 愛する者の道 野島書店, 1939
- 新女性線・人生の花束 非凡閣, 1940 (新作大衆小説全集)
- 希望の書 錦城出版社, 1942
- 日本の女 非凡閣, 1942 (新作大衆小説全集)
- 月に立つ虹 非凡閣, 1942 (新作大衆小説全集)
- 濤声 文松堂, 1943
- 火の柱 純情之巻 甲子社書房, 1943
- 愛の小径 東京文化社, 1946
- 人生の花束 東方社, 1947
- 恋愛二重奏 金正堂, 1948
- 聖処女 近代出版社, 1948
- 恋愛十字路 金正堂, 1948
- 白蛾の舞 東方社, 1948
- 珠は砕けず ポプラ社, 1949
- 愛の勝敗 春潮社, 1949
- 明治大正の文学者　留女書店, 1949 / 中央公論事業出版, 1969